# خلیج سوروگا

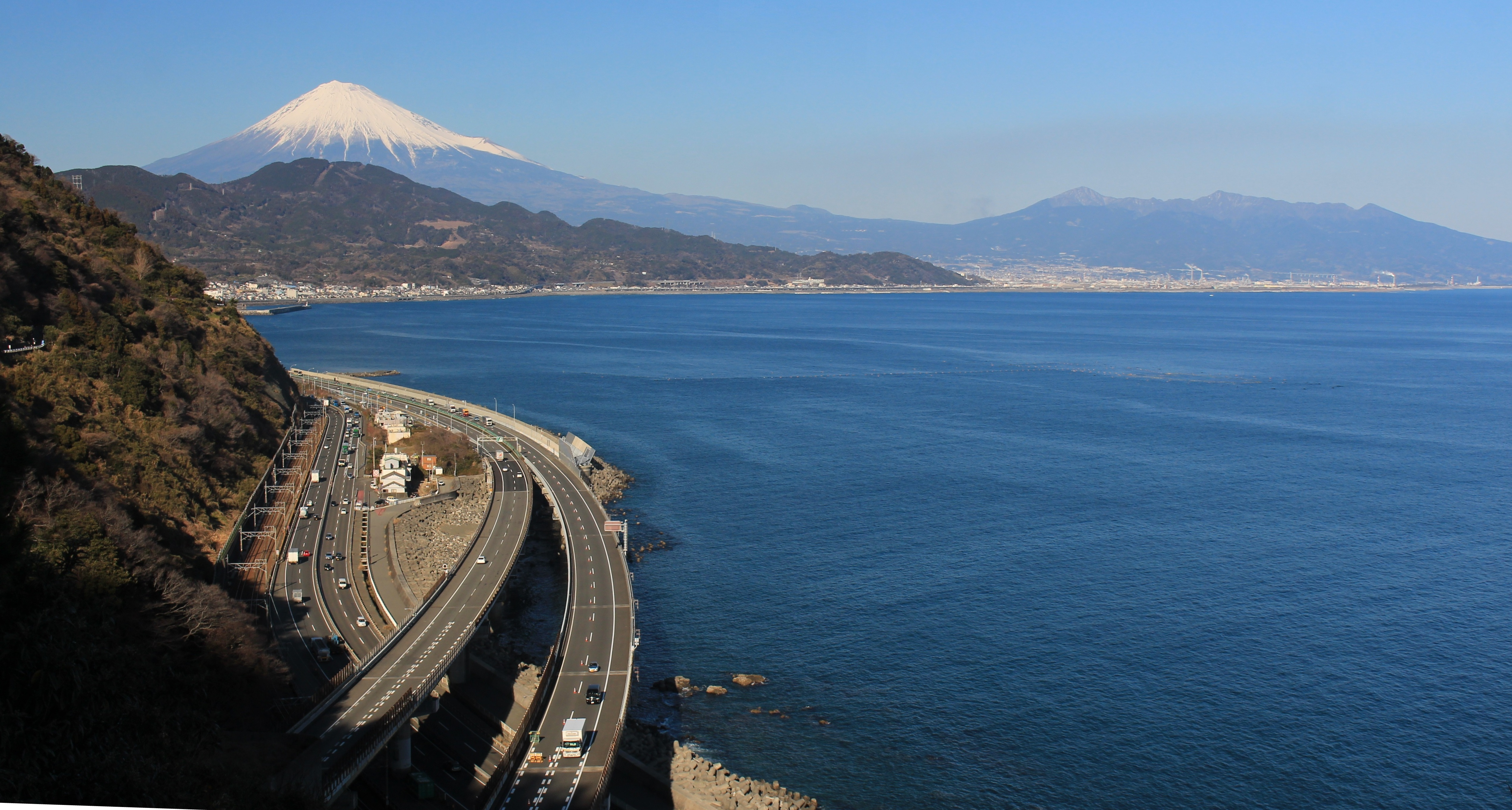

خلیج سوروگا (به ژاپنی: 駿河湾, Suruga-wan)،  خلیجی در اقیانوس آرام ساحل هونشو در استان شیزوئوکا، ژاپن است.